# Nationaal park Cocoparra
Het Nationaal park Cocoparra (Engels: Cocoparra National Park) ligt in het zuiden van de Australische deelstaat New South Wales, op een afstand van 460 kilometer van Sydney.
Abercrombie River · 
Arakwal · 
Bago Bluff · 
Bald Rock · 
Bangadilly · 
Barakee · 
Barool · 
Barrington Tops · 
Basket Swamp · 
Belford · 
Bellinger River · 
Benambra · 
Ben Boyd · 
Ben Halls Gap · 
Biamanga · 
Bimberamala · 
Bindarri · 
Biriwal Bulga · 
Blue Mountains · 
Bongil Bongil · 
Boonoo Boonoo · 
Booti Booti · 
Border Ranges · 
Botany Bay · 
Bouddi · 
Bournda · 
Brindabella · 
Brisbane Water · 
Broadwater · 
Budawang · 
Budderoo · 
Bugong · 
Bundjalung · 
Bungawalbin · 
Butterleaf · 
Capoompeta · 
Carrai · 
Cascade · 
Cataract · 
Cathedral Rock · 
Cattai · 
Chaelundi · 
Clyde River · 
Cocoparra · 
Conimbla · 
Conjola · 
Coolah Tops · 
Coorabakh · 
Cottan-Bimbang · 
Crowdy Bay · 
Culgoa · 
Cunnawarra · 
Curracabundi · 
Deua · 
Dharug · 
Dooragan · 
Dorrigo · 
Dunggir · 
Eurobodalla · 
Fortis Creek · 
Gardens of Stone · 
Garigal · 
Georges River · 
Ghin-Doo-Ee · 
Gibraltar Range · 
Goobang · 
Goonengerry · 
Goulburn River · 
Gourock · 
Gulaga · 
Gundabooka · 
Guy Fawkes River · 
Hat Head · 
Heathcote · 
Indwarra · 
Jerrawangala · 
Jervis Bay · 
Junuy Juluum · 
Kalyarr · 
Kanangra-Boyd · 
Kinchega · 
Kings Plains · 
Kooraban · 
Koreelah · 
Kosciuszko · 
Kumbatine · 
Ku-ring-gai Chase · 
Kwiambal · 
Lane Cove · 
Livingstone · 
Macquarie Pass · 
Mallanganee · 
Mallee Cliffs · 
Maria · 
Marramarra · 
Maryland · 
Mebbin · 
Meroo · 
Middle Brother · 
Mimosa Rocks · 
Minjary · 
Monga · 
Mooball · 
Morton · 
Mount Clunie · 
Mount Imlay · 
Mount Jerusalem · 
Mount Kaputar · 
Mount Nothofagus · 
Mount Pikapene · 
Mount Royal · 
Mummel Gulf · 
Mungo · 
Murramarang · 
Mutawintji · 
Myall Lakes · 
Nangar · 
Nattai · 
New England · 
Nightcap · 
Nowendoc · 
Nymboi-Binderay · 
Nymboida · 
Oolambeyan · 
Oxley Wild Rivers · 
Paroo-Darling · 
Popran · 
Ramornie · 
Richmond Range · 
Royal · 
Saltwater · 
Scheyville · 
Scone Mountain · 
Seven Mile Beach · 
Single · 
South East Forest · 
Sturt · 
Sydney Harbour · 
Tallaganda · 
Tapin Tops · 
Tarlo River · 
Thirlmere Lakes · 
Timbarra · 
Tomaree · 
Tooloom · 
Toonumbar · 
Towarri · 
Turon · 
Ulidarra · 
Wadbilliga · 
Wallarah · 
Wallingat · 
Warra · 
Warrabah · 
Warrumbungle · 
Washpool · 
Watagans · 
Weddin Mountains · 
Werakata · 
Werrikimbe · 
Willandra · 
Willi Willi · 
Woko · 
Wollemi · 
Wollumbin · 
Woolooma · 
Woomargama · 
Worimi · 
Wyrrabalong · 
Yabbra · 
Yanununbeyan · 
Yarriabini · 
Yengo · 
Yuraygir
Nationale parken in: AUS · NSW · NT · QLD · SA · TAS · VIC · WA